# Oberhof (Duitsland)
Oberhof is een gemeente in de Duitse deelstaat Thüringen, en maakt deel uit van de Landkreis Schmalkalden-Meiningen.
Oberhof telt 1.626 inwoners.

## Sport
Oberhof is bekend van de biatlon. In 2004 zijn de Wereldkampioenschappen biatlon in Oberhof georganiseerd. In 2023 wordt dit toernooi er wederom georganiseerd. Daarnaast worden er frequent wedstrijden voor de Wereldbeker biatlon afgewerkt. 
Aschenhausen ·
Belrieth ·
Birx ·
Breitungen/Werra ·
Brotterode-Trusetal ·
Christes ·
Dillstädt ·
Einhausen ·
Ellingshausen ·
Erbenhausen ·
Fambach ·
Floh-Seligenthal ·
Frankenheim/Rhön ·
Friedelshausen ·
Grabfeld ·
Kaltensundheim ·
Kaltenwestheim ·
Kühndorf ·
Leutersdorf ·
Mehmels ·
Meiningen ·
Melpers ·
Neubrunn ·
Oberhof ·
Oberkatz ·
Obermaßfeld-Grimmenthal ·
Oberweid ·
Rhönblick ·
Rippershausen ·
Ritschenhausen ·
Rohr ·
Rosa ·
Roßdorf ·
Schmalkalden ·
Schwallungen ·
Schwarza ·
Steinbach-Hallenberg ·
Stepfershausen ·
Sülzfeld ·
Untermaßfeld ·
Unterweid ·
Utendorf ·
Vachdorf ·
Wasungen ·
Zella-Mehlis

Verwaltungsgemeinschaften: Dolmar-Salzbrücke · Hohe Rhön · Wasungen-Amt Sand